# Scheldeprijs 2022
L'Scheldeprijs 2022 va ser la 110a edició del Scheldeprijs. Es disputà el 6 d'abril de 2022 sobre un recorregut de 198,7 km amb sortida a Terneuzen i arribada a Schoten. La cursa formà part de l'UCI ProSeries 2022 amb una categoria 1.Pro.
El vencedor final fou el noruec Alexander Kristoff (Intermarché-Wanty-Gobert Matériaux), que s'imposà en solitari després d'atacar a manca de 7 km per l'arribada. El neerlandès Danny van Poppel (Bora-Hansgrohe) i l'australià Sam Welsford (Team DSM) completaren el podi.

## Equips
21 equips a prendre part en aquesta edició de la Scheldeprijs.
| WorldTeams (9)- Bora-Hansgrohe - Cofidis - Intermarché-Wanty-Gobert Matériaux - Lotto-Soudal - Quick-Step Alpha Vinyl - BikeExchange-Jayco - Team DSM - Trek-Segafredo - UAE Team Emirates ProTeams (9)- Alpecin-Fenix - Arkéa-Samsic - B&B Hotels-KTM - Bardiani-CSF-Faizanè - Bingoal Pauwels Sauces WB - Sport Vlaanderen-Baloise - Team Novo Nordisk - TotalEnergies - Uno-X Pro Cycling Team Equips continentals (3)- BEAT Cycling - EvoPro Racing - Minerva Cycling Team |
| |

## Classificació final
| \| Classificació general \| Classificació general \| Classificació general \| Classificació general \| Classificació general \| \| Corredor \| Corredor \| Equip \| Temps \| \| \| --------------------- \| --------------------- \| ---------------------------------- \| --------------------- \| --------------------- \| \| 1r \| Alexander Kristoff \| Intermarché-Wanty-Gobert Matériaux \| 4h 06' 02" \| \| \| 2n \| Danny van Poppel \| Bora-Hansgrohe \| + 24" \| \| \| 3r \| Sam Welsford \| Team DSM \| + 24" \| \| \| 4t \| Casper van Uden \| Team DSM \| + 26" \| \| \| 5è \| Edward Theuns \| Trek-Segafredo \| + 26" \| \| \| 6è \| Kenneth Vanbilsen \| Cofidis \| + 28" \| \| \| 7è \| Daniel McLay \| Arkéa-Samsic \| + 28" \| \| \| 8è \| Jasper Philipsen \| Alpecin-Fenix \| + 28" \| \| \| 9è \| Tim Merlier \| Alpecin-Fenix \| + 28" \| \| \| 10è \| Ryan Mullen \| Bora-Hansgrohe \| + 28" \| \| |                    |                                    |            |
| |                    |                                    |            |
| Font: ProCyclingStats |                    |                                    |            |
| Classificació general |                    |                                    |            |
| Corredor | Corredor           | Equip                              | Temps      |
| 1r | Alexander Kristoff | Intermarché-Wanty-Gobert Matériaux | 4h 06' 02" |
| 2n | Danny van Poppel   | Bora-Hansgrohe                     | + 24"      |
| 3r | Sam Welsford       | Team DSM                           | + 24"      |
| 4t | Casper van Uden    | Team DSM                           | + 26"      |
| 5è | Edward Theuns      | Trek-Segafredo                     | + 26"      |
| 6è | Kenneth Vanbilsen  | Cofidis                            | + 28"      |
| 7è | Daniel McLay       | Arkéa-Samsic                       | + 28"      |
| 8è | Jasper Philipsen   | Alpecin-Fenix                      | + 28"      |
| 9è | Tim Merlier        | Alpecin-Fenix                      | + 28"      |
| 10è | Ryan Mullen        | Bora-Hansgrohe                     | + 28"      |